# Earl Duvall
Pour les articles homonymes, voir Duvall.
Earl Duvall ou Earl Duval (2 avril 1898 - 7 janvier 1969) était un dessinateur et réalisateur américain.

## Biographie
Il travaille pour la Walt Disney Company au sein du département bande dessinée mais aussi comme intervalliste pour le département animation de 1930 à 1933. Le 10 janvier 1932, il est autorisé à lancer une planche dominicale de gags pour la bande dessinée de Mickey Mouse. Mais dès la semaine suivante, Floyd Gottfredson prend en charge ces parutions en plus des bandes quotidiennes. Duvall reste comme encreur pour les travaux de Gottfredson au côté d'Al Taliaferro. Il écrit et réalise un épisode en bande dessinée des Silly Symphonies nommé Bucky Bug (1932).
À partir de 1933, il passe dans les Leon Schlesinger Studios pour lesquels il réalise quelques courts métrages d'animation. Ce studio est en réalité le nom du studio d'animation de  Warner Brothers. Il quitte le studio dès 1934.
Il rejoint alors Ub Iwerks dans ses studios mais ce dernier doit mettre la clé sous la porte en 1936.
Duvall est décédé en 1969, l'année de la sortie du dernier Looney Tunes.